# Lukavice (Chrudim)
Lukavice è un comune della Repubblica Ceca facente parte del distretto di Chrudim, nella regione di Pardubice.